# Vellinge község
Vellinge község (svédül: Vellinge kommun) Svédország 290 községének egyike. A mai község 1974-ben jött létre.

## Települései
A községben 9 település található:
| Település            | Népesség | Megjegyzés         |
| -------------------- | -------- | ------------------ |
| Vellinge             |          | a község székhelye |
| Höllviken            |          |                    |
| Skanör med Falsterbo |          |                    |
| Ljunghusen           |          |                    |
| Hököpinge            |          |                    |
| Västra Ingelstad     |          |                    |
| Rängs sand           |          |                    |
| Gessie villastad     |          |                    |
| Östra Grevie         |          |                    |

## Külső hivatkozások
- Hivatalos honlap